# Рожерио Гаучо
Рожерио Марсио Ботельо или Рожерио Гаучо (на португалски: Rogério Gaúcho; роден на 28 септември 1979 г. в Асис Шатобриян) е бивш бразилски футболист.
Започва кариерата си в бразилския Ювентус СП. В родината си е играл още за Интернасионал, Сантош и Униао Барбарензе. През 2001 г. подписва с Левски и вкарва 2 гола в 21 мача. Печели веднъж титлата в България. Впоследствие кариерата на Гаучо преминава в чешките Сигма и Славия Прага и словашките Сенец и Слован Братислава.